# Naked City
Naked City foi uma série de TV americana produzida entre 1958 e 1963. Teve 4 temporadas, num total de 138 episódios.
O episódio  "Four Sweet Corners" (1959) inspirou a série Route 66, criada por Stirling Silliphant. Route 66 foi transmitido pela CBS de 1960 a 1964 e, como 'Naked City', seguiu o formato "semi-antologia" de construir as histórias em torno dos atores convidados, em vez do elenco regular.
Em Portugal, a série estreou na RTP nos anos 60.